# Priez
Priez är en kommun i departementet Aisne i regionen Hauts-de-France i norra Frankrike. Kommunen ligger  i kantonen Neuilly-Saint-Front som ligger i arrondissementet Château-Thierry. År 2022 hade Priez 58 invånare.

## Befolkningsutveckling
Antalet invånare i kommunen Priez
Referens: INSEE